# 丁酸乙酯
丁酸乙酯，是丁酸的乙酯，分子式CH3CH2CH2COOCH2CH3。它可溶于1,2-丙二醇、矿物油和煤油。它有类似黄梨的气味，是加工橙汁中增味剂的关键成分。它也存在于许多水果中，尽管浓度较低。

## 制备
丁酸乙酯可以由乙醇和丁酸反应而成。通过同位素分析，可以将天然丁酸乙酯与合成丁酸乙酯区分开来。

## 用途
它通常用作类似橙汁的香料，因此几乎用于所有出售的橙汁，包括以新鲜或浓缩形式出售的橙汁。